# Swallow (film)
Swallow è un film del 2019 diretto da Carlo Mirabella-Davis.
Il film è un thriller psicologico che narra la storia di Hunter (interpretata da Haley Bennett), una giovane donna che sviluppa il picacismo, un'ossessione che la porta a ingerire oggetti non commestibili e pericolosi, dietro cui si cela un terribile segreto. Per Carlo Mirabella-Davis è il debutto alla regia.

## Trama
Hunter è una giovane casalinga moglie di Richie, un rampollo esclusivamente interessato alla propria carriera e alla propria immagine. Hunter è trattata da tutti con sufficienza, e inizia a ricevere attenzioni solo nel momento in cui scopre di essere incinta. Durante un incontro con Katherine e Michael, genitori di Richie, la suocera le regala un libro riguardante la gravidanza e la futura vita da madre. Hunter, sfogliandolo, s'imbatte in una frase che la colpisce particolarmente: «Fa' ogni giorno qualcosa di imprevedibile!».
Questa frase risveglia qualcosa in Hunter che la porta a sviluppare una vera e propria compulsione nell'ingoiare oggetti di varie forme e materiali. Durante un'ecografia per il bambino, l'infermiera e così anche Richie si accorgono degli oggetti che Hunter non è riuscita a espellere, ricoverandola d'urgenza per un'operazione chirurgica. Dopo questo evento Richie decide di ingaggiare Luay, un infermiere di origine siriana, per controllare la moglie durante la sua assenza, e di mandare Hunter da una psicoterapeuta per indagare sulle origini di questa compulsione.
Dalle sedute con la terapista risulta evidente che la compulsione è scaturita da un complesso di inferiorità consolidatosi a partire dall'infanzia sino all'età adulta di Hunter, la quale infine rivela di non aver mai incontrato il padre biologico, anche se conosce il suo nome e conserva una sua foto. L'origine di questo complesso è da attribuire alle circostanze del suo concepimento: infatti Hunter è il frutto di uno stupro. Sua madre Jill, profondamente religiosa, non ha abortito e ha cresciuto Hunter in un ambiente apparentemente felice con il patrigno e la sorellastra. Hunter verrà però considerata per tutta la sua infanzia la figlia di serie B, vedendo la madre mettere sempre al primo posto la sorellastra.
Per un breve periodo Hunter sembra migliorare, sino a quando scopre che Alice, la terapeuta, sta rivelando gli argomenti delle sedute al marito, il quale in tal modo scopre la storia dello stupro. Hunter ha dunque un nuovo crollo psicologico e ciò la porta a ingoiare un piccolo cacciavite, rischiando il soffocamento. La donna viene nuovamente operata, e i genitori di Richie la costringono a recarsi in una casa di cura minacciandola che altrimenti il marito avrebbe chiesto il divorzio. Grazie all'aiuto di Luay, affezionatosi a lei, Hunter riesce a fuggire vivendo per un paio di giorni in un motel. La donna prima telefona a Richie, il quale la insulta quando Hunter si rifiuta di tornare, e il giorno dopo con un telefono pubblico chiama sua madre, ma capisce che la situazione non è cambiata.
Il giorno successivo si reca a casa di William, lo stupratore della madre, che si è rifatto una vita e sta festeggiando con sua moglie Lucy il compleanno della figlia Nim. In privato, Hunter rivela a William la sua vera identità. L'uomo dichiara di aver commesso lo stupro su Jill perché era considerato una persona come le altre, e dover mantenere un tale segreto lo faceva sentire estremamente potente, come una divinità. Fu solo dopo essere stato incarcerato e picchiato con molta violenza dagli altri prigionieri (al punto da dover ricorrere alla colostomia) che William capì di non essere invincibile e si rese conto dell'orribile gesto compiuto, pentendosene amaramente. Quando Hunter gli chiede, fra le lacrime, se si vergogna di lei e se lei è come lui, William risponde di no e la consola dicendole che non ha nessuna colpa nel terribile evento che l'ha concepita.
Successivamente, Hunter visita una clinica dove le vengono prescritti farmaci per indurre l'aborto. Dopo aver pranzato in un centro commerciale, Hunter ingerisce le pillole e abortisce in un bagno pubblico, per poi iniziare una nuova vita.

## Produzione
Nel settembre 2016, è stato annunciato che Carlo Mirabella-Davis avrebbe diretto il film, da una sceneggiatura che ha scritto. Mynette Louie, Mollye Asher produrrà il film, mentre Syncopated Films e Standalone Productions produrranno anche il film. Nel maggio 2018, Haley Bennett, Austin Stowell, Elizabeth Marvel, David Rasche e Denis O'Hare si sono uniti al cast del film. Carole Baraton, Frédéric Fiore produrrà il film, rispettivamente con i loro banner Charades e Logical Pictures. Joe Wright, Bennett, Constantin Briest, Johann Comte, Pierre Mazars, Eric Tavitian e Sam Bisbee, saranno i produttori esecutivi del film.
(Carlo Mirabella-Davis)

### Riprese
Le riprese principali sono iniziate il 4 maggio 2018. Il film è stato girato in una casa di vetro a Poughkeepsie, New York, lungo il fiume Hudson, e in una fattoria vicina. Mirabella-Davis attribuisce la selezione della casa al suo aspetto simile a Hitchcock. Ha anche paragonato il fiume confinante con la casa a un «anello dell'umore», che rappresenta la libertà, il potere e il pericolo, in netto contrasto con la vita impotente che la protagonista Hunter si ritrova a vivere.
In un'intervista del 2020, la scenografa Erin Magill ha fatto presente che l'ispirazione per l'estetica complessiva e l'aspetto visivo forte del film è stata ripresa da film come Safe e Rosemary's Baby - Nastro rosso a New York. È stata anche ispirata da famosi fotografi come Tina Barney, Philip-Lorca DiCorcia e Gregory Crewdson.

## Distribuzione
Swallow è stato presentato in anteprima mondiale al Tribeca Film Festival il 28 aprile 2019. Il film è stato distribuito negli Stati Uniti d'America il 6 marzo 2020 da IFC Films e in Francia il 15 gennaio 2020 da UFO Distribution. In Italia la distribuzione è avvenuta direttamente in DVD e Blu-ray il 9 dicembre 2020 da Blue Swan e Eagle Pictures.

## Accoglienza
Swallow è stato accolto positivamente dalla critica cinematografica. Sull'aggregatore Rotten Tomatoes il film detiene un indice di approvazione dell'87% basato su 131 recensioni, con un voto medio di 7,4 su 10. Il consenso generale del sito recita: «L'approccio non convenzionale di Swallow all'esplorazione della noia domestica è esaltato da una storia ben raccontata e dalla potente interpretazione della protagonista Haley Bennett». Su Metacritic ha ottenuto un punteggio di 65 su 100 basato su 22 recensioni, corrispondente a «recensioni generalmente favorevoli».